# Kickboxer: Răzbunarea
Kickboxer: Răzbunarea (titlu original: Kickboxer: Vengeance) este un film american din 2016 regizat de John Stockwell. Rolurile principale au fost interpretate de actorii Dave Bautista, Alain Moussi, Gina Carano, Georges St-Pierre și Jean-Claude Van Damme în rolurile principale. Este al șaselea film din franciza Kickboxer și servește și ca relansare a seriei.

## Distribuție
- Alain Moussi - Kurt Sloane
- Jean-Claude Van Damme - Master Durand[2]
- Dave Bautista - Tong Po
- Darren Shahlavi - Eric Sloane[3]
- Gina Carano - Marcia[1]
- Georges St-Pierre - Kavi
- Sara Malakul Lane[4] - Liu
- Matthew Ziff - Bronco
- T. J. Storm - Storm
- Steven Swadling - Joseph King
- Sam Medina - Crawford
- Luis Da Silva - Stahl
- Cain Velasquez - King's Fighter
- Fabricio Werdum - Fighter
- Michel Qissi - Prizonier (nemenționat, cameo)